# Fastback (personaggio)
Fastback (vero nome Timmy Joe Terrapin) è un personaggio immaginario dell'Universo DC, ed è una tartaruga antropomorfica. Fastback è un supereroe che visse nel mondo oltredimensionale di Terra-C (ora Terra-26), una Terra popolata da animali senzienti. Comparve per la prima volta in The New Teen Titans n. 16 (febbraio 1982).

## Biografia
Mentre tentava di prendere l'autobus per Kornsas City (parodia di Kansas City, Missouri), Timmy Joe Terrapin, un residente della Palude "Okey-Dokey" (parodia della Palude Okefenokee) nell'America del sud, trovò un frammento di meteorite incastrato nel suo guscio, e detto frammento fu lanciato sulla Terra-C da Starro il Conquistatore. Ironicamente, il frammento diede al noto lento Timmy Joe (sia di mente che nei movimenti) i poteri della super velocità. Dopo aver sentito di altri animali colpiti da altri frammenti di meteorite che ottennero dei super poteri, Timmy si unì al gruppo di supereroi con il nome di "Fastback", e li aiutò a sconfiggere Starro. Dopo di ciò, Fastback si unì al gruppo e insieme formarono la Stupefacente Squadra Zoo.
Nonostante la sua velocità incrementata, Timmy Joe Terrapin aveva sempre una personalità rilassata ed era sempre ottuso. Era in qualche modo l'immagine stereotipata del contadinotto ignorante, ma spesso la sua ignoranza era più ingenuità che stupidità. In più, utilizzò molta inventiva nella sconfitta dei suoi nemici.
Durante una storia in cui viaggiò nel tempo, Fastback fu inviato indietro nel tempo fino alla Seconda Strana Mondiale, dove scoprì che suo zio Merton McSnurtle era in realtà il terribile Terrific Whatzit, un animale supereroe della DC Comics della Golden Age.
In Teen Titans n. 30 e 31 (dicembre 2005-gennaio 2006), Fastback comparve in una serie di pagine che sarebbero potute divenire un nuovo fumetto per la Squadra pubblicata durante la continuità corrente dell'Universo DC, e che seguiva le avventure della Squadra in una versione più tetra ed oscura della Terra-C. Questo fumetto sarebbe stato la parodia dei fumetti di supereroi degli anni ottanta che si dirigevano in quella direzione. In queste pagine, Fastback fu mostrato mentre veniva inviato nel futuro involontariamente da una maga felina, "Dark Alley", che impersonava la sua compagna di squadra Alley-Kat-Abra.

## Poteri e abilità
Fastback possiede vari poteri super veloci, simili a quelli del supereroe della DC Comics Flash, tuttavia, non si sa se i suoi poteri derivino dalla Forza della velocità, inclusa l'abilità di creare immagini di sé stesso generate super velocemente e quella di lanciarsi verso i nemici come un siluro (quando ritrae le parti del suo corpo all'interno del guscio). Il suo guscio è altamente resistenze ai danni, e Fastback ritrae per istinto la testa e le parti del suo corpo all'interno quando si trova in pericolo. Se necessario, Fastback può rimuovere il guscio dal corpo, e il suo costume possiede una sezione interna in cui può contenere il suo corpo solitamente contenuto nel guscio. Non si sa se la forza inusuale del guscio di Fastback sia il risultato dei suoi poteri o una caratteristica delle tartarughe native della Terra-C.

## Altre versioni
- In Justice League of America n. 9, la Chiave intrappolò i membri della Justice League of America in un falso mondo dei sogni utilizzando un virus neurale. Nel suo mondo dei sogni, Flash menzionò che un nuovo dio morente di nome Fastback gli diede un anello che gli donava il potere della Fonte della Velocità, una combinazione della Forza della velocità e della Fonte.